# Ananda-Kouadiokro
Pour les articles homonymes, voir Ananda et Kouadiokro.
Ananda-Kouadiokro est une localité du centre de la Côte d'Ivoire et appartenant au département de Daoukro, Région du N'zi-Comoé. La localité de Ananda-Kouadiokro est un chef-lieu de commune.